# Historia militar
La historia militar es una disciplina de humanidades dentro del alcance del registro histórico del conflicto armado en la historia de la humanidad, y su impacto en las sociedades del pueblo,y sus culturas, economías y las cambiantes relaciones locales e internacionales.
Puede considerarse parte de las humanidades o de las ciencias sociales. No se limita al registro del pasado de las batallas, las guerras y sus protagonistas (los ejércitos, su composición, su armamento, su táctica y estrategia), sino que se extiende a su impacto en las relaciones internacionales, las sociedades, su economía, instituciones, cultura, religión, ideología, etc.
Se compone de todos aquellos eventos de la historia humana que pueden ser considerados como pertenecientes a la categoría de conflictos generalizados. Esto puede ir desde los combates entre tribus, hasta las guerras entre fuerzas armadas organizadas, incluyendo en su máxima escala las guerras mundiales que afectan a la mayoría de la población humana. 
Los historiadores profesionales normalmente se concentran en los hechos y procesos trascendentes que han tenido un mayor impacto en las sociedades que se han visto envueltas en ellas, mientras que los historiadores aficionados, o los participantes en recreaciones históricas, prestan más atención a detalles militares, como el equipamiento o uniforme, o los sucesos anecdóticos. Los historiadores se encargan de narrar estos acontecimientos, mediante escritos o de otras formas.
La actividad militar ha sido un proceso constante durante miles de años; a pesar de su evolución, muchas tácticas, estrategias y metas de las operaciones militares se han mantenido en lo básico a lo largo de los milenios. Por ejemplo, una notable maniobra militar aún estudiada hoy día es la doble pinza envolvente, usada por Aníbal Barca en la Batalla de Cannas el año 216 a. C. – hace por tanto unos 2200 años. Esa misma maniobra ya fue descrita por el teórico militar chino Sun Tzu, que escribió aproximadamente al mismo tiempo que la fundación de Roma, aproximadamente hace 2.750 años, y 500 años antes de la batalla de Cannas. 
Mediante el estudio de la historia relacionada con su profesión, los militares pretenden no repetir los mismos errores del pasado, y así mejorar su actuación al insuflar en sus comandantes la capacidad de percibir paralelismos históricos durante una batalla, y así poder maximizar las lecciones aprendidas de la misma. Las principales áreas de la historia militar incluyen la historia de las guerras, batallas y combates, la historia del arte militar y la historia de cada servicio militar específico.
Hay varias formas de categorizar la guerra. Una de ellas es la distinción entre guerra convencional y no convencional, donde convencional se refiere a fuerzas armadas bien identificadas luchando entre sí de forma relativamente abierta y directa, sin armas de destrucción masiva. La guerra no convencional se refiere a otros tipos de guerra, que incluyen las incursiones, la guerra de guerrillas, la insurgencia, y el terrorismo. Alternativamente puede incluir la guerra nuclear, la guerra química o la guerra biológica.
Todas estas categorías usualmente se integran dentro de otras dos de mayor orden: guerra de alta o baja intensidad. Se llama guerra de alta intensidad a aquella entre dos superpotencias o grandes naciones luchando por intereses políticos y/o económicos. La guerra de baja intensidad se refiere a la insurgencia respecto a un ejército dominante, la guerra de guerrillas, y tipos especiales de tropas que luchan contra una revolución.

## Periodización
La historia militar se divide en períodos. Aunque la periodización es útil, tiende a ser imprecisa, y las diferencias en ubicación geográfica implican una falta de uniformidad. Por ejemplo, lo que puede describirse como guerra prehistórica o guerra antigua son formas de conflicto que aún se practican en algunas partes del mundo. En cuanto a la forma de guerra propia de las edades media, moderna o contemporánea, que son bien diferenciadas en la historia europea, pueden tener poca relevancia en Asia oriental. La parcialidad cultural es un riesgo a tener presente.

### Guerra en la prehistoria
La primera aparición de guerras en la prehistoria es un tema en disputa por parte de antropólogos e historiadores. En las primeras sociedades, como en las de cazadores-recolectores, no había roles sociales o división del trabajo (con la excepción de diferencias de sexo y edad), por lo que cualquier persona capaz contribuía en cualquier incursión o en la defensa del territorio.
La introducción de la agricultura produjo grandes diferencias entre las viejas sociedades nómadas, basadas en la caza, y las nuevas sociedades sedentarias, basadas en la agricultura. Probablemente, sobre todo durante las épocas de hambruna, los nómadas empezaron a atacar los pueblos agrícolas, haciendo que estos organizaran grupos de personas especializadas en la defensa. En las sociedades agricultoras avanzadas la diferenciación de roles era posible, por lo que la figura del soldado profesional no tardó en aparecer.
El primer resto arqueológico que se tiene de una batalla prehistórica es de hace 12.000-14.000 años, en el Nilo sudanés, en un área conocida como cementerio 117. Un largo número de cuerpos, muchos con puntas de flecha incrustadas en sus esqueletos indica que podrían ser las bajas de una batalla.

### Guerra en la antigüedad
Los carros se originaron alrededor de 2000 aC El carro era un arma efectiva y rápida; mientras un hombre controlaba las maniobras del carro, un segundo arquero podía disparar flechas contra los soldados enemigos. Estos se volvieron cruciales para el mantenimiento de varios gobiernos, incluyendo el Nuevo Reino Egipcio y la Dinastía Shang y los estados-nación de principios y mediados de la Dinastía Zhou.
Algunos de los tipos y tecnologías de unidades militares que se desarrollaron en el mundo antiguo son: 
A pie:
- Honderos
- Escaramuzadores
- Peltastas
- Hoplitas
- Tropas auxiliares
- Infantería ligera
- Infantería pesada
- Arco:
- Tiro con arco
- Ballesteros
- Gastrafetes
- Caballería:
- Carros
- Carros escitas
- Carros egipcios
- Caballería Ligera
- Caballería Pesada
- Catafractas
- Barcos:
- barco de transporte de unidades militares
- barco de guerra
- Animales de guerra:
- Camello de guerra
- elefantes de guerra
- Unidades de Grecia:
- troyanos (guerrero de Troya)
- Espartano (guerreros de Esparta)
- Ateniense (guerrero de Atenas)
- Unidades de la antigua roma:
- Accensus
- Adscripticius
- Antesignani
- auxilia
- bucelarii
- Honderos baleares
- cataphractarii
- Celeres
- Clibanarii
- Classiarii
- Cohortes urbanae
- Comitatenses Palatini
- Comitatenses
- Foederati
- Équites
- Evocati
- Clibanarii
- frumentarii
- Classiarii
- herculiani
- Hastati
- Latini
- Ioviani
- Arqueros Nabateos
- lanceros Menapios
- Peditatus
- Limitanei
- pedites
- Numerii
- Príncipes
- rorarii
- praetorians
- Socii
- Scholae Palatinae
- Triarii
- Sagittarii
- supernumerarii
- speculatores
- Lancearii

Para las civilizaciones agrarias establecidas, la infantería se convirtió en el núcleo de la acción militar. La infantería comenzó como grupos armados de soldados opuestos debajo de los comandantes. Los griegos y los primeros romanos usaban falanges rígidas y fuertemente armadas. Los macedonios y los estados helenísticos adoptarían formaciones de falanges con piqueros sarissa. Los romanos adoptarían luego manípulos más flexibles de sus vecinos, lo que los hizo extremadamente exitosos en el campo de batalla. Los reinos de los Estados Combatientes en el Este de Asia también adoptaron combates de infantería, una transición de la guerra de los carros de siglos anteriores.
La caballería se convirtió en una herramienta importante. En la Expedición siciliana, liderada por Atenas en un intento de someter a Siracusa, la caballería oracina bien entrenada se volvió crucial para el éxito de los siracusanos. El Macedonio Alejandro Magno efectivamente desplegó sus fuerzas de caballería para asegurar victorias. En batallas como la Batalla de Cannas de la segunda guerra púnica y la Batalla de Carrhae de las Guerras Romano-Persas, la importancia de la caballería se repetirá. 
También había arqueros a caballo, que tenían la habilidad de disparar a caballo: los partos, los escitas, los mongoles y otras varias estepas eran especialmente temibles con esta táctica. En el siglo III a IV, la caballería pesadamente blindada fue ampliamente adoptada por el Imperio Romano de Oriente, los Sassanids, la Dinastía Han del Este y los Tres Reinos, etc.
Los primeros indo-iranios desarrollaron el uso de carros en la guerra. El carro tallado se inventó más tarde en la India y pronto fue adoptado por el Imperio persa.
Los elefantes de guerra a veces se desplegaban para luchar en la guerra antigua. Primero fueron utilizados en India y luego adoptados por los persas y Alejandro Magno el uno contra el otro. Los elefantes de guerra también fueron utilizados en la Batalla del Río Hydaspes, y por Aníbal en la segunda guerra púnica contra los romanos.
La guerra naval era a menudo crucial para el éxito militar. Las primeras armadas usaban veleros sin cañones; a menudo el objetivo era embestir las naves enemigas y hacer que se hundieran. Hubo poder de remo humano, a menudo usando esclavos, construido a la velocidad de embestida. Las galeras fueron utilizadas en el tercer milenio antes de Cristo por los cretenses. Los griegos avanzaron más adelante estos barcos.
En 1210 a. C., se libró la primera batalla naval registrada entre Suppiluliuma II, rey de los hititas, y Chipre, que fue derrotada. En las guerras persas, la armada adquirió una importancia creciente.
Los trirremes estuvieron involucrados en operaciones de tierra marítima más complicadas. Themistocles ayudó a construir una marina de guerra griega más fuerte, compuesta de 310 naves, y derrotó a los persas en la Batalla de Salamina, terminando la invasión persa de Grecia. 
En la primera guerra púnica, la guerra entre Cartago y Roma comenzó con una ventaja para Cartago debido a su experiencia naval. Una flota romana se construyó en 261 a. C., con la adición del corvus que permitió a los soldados romanos a bordo de los barcos abordar a las naves enemigas. El puente sería efectivo en la Batalla de Mylae, lo que resultaría en una victoria romana.
Los Vikingos, en el siglo VIII, inventaron una nave propulsada por remos con un dragón decorando la proa, de ahí que se llamara Drakkar. La dinastía Song del siglo XII d. C. inventó naves con compartimentos a prueba de agua a granel, mientras que la dinastía Han del siglo II a. C. inventó timones y remos para sus buques de guerra.
Las fortificaciones son importantes en la guerra. Los primeros fuertes de las colinas se usaron para proteger a los habitantes en la Edad del Hierro. Eran fortalezas primitivas rodeadas de zanjas llenas de agua. Los fuertes fueron construidos con adobes, piedras, madera y otros materiales disponibles. Los romanos usaban fortalezas rectangulares construidas de madera y piedra. Mientras haya fortificaciones, ha habido artilugios para entrar, que datan de los tiempos de los romanos y antes. La guerra de asedio a menudo es necesaria para capturar fuertes.
Las grandes gestas militares se mitificaban, recogidas en las leyendas, canciones y poesías populares, y los poemas épicos, de los que son máximo ejemplo los poemas de Homero referentes a la guerra de Troya. En el nacimiento de la historiografía, obras como Historia de la Guerra del Peloponeso de Tucídides y Comentarios sobre la guerra de las Galias de Julio César están entre los textos clásicos. Con el crecimiento de los imperios, también aumentaron las necesidades de orden y eficiencia y por ello una mayor variedad de escritos, como los logísticos.

### Guerra medieval
Algunos de los tipos y tecnologías de unidades militares que se usaron en el período medieval son: 
- Artillería:
- Cañón
- mortero
- obús
- bombarda
- Cañón-obús
- Caballería:
- Arquero a caballo
- Mameluco
- Cipayo
- Caballero villano
- Caballeros templarios (ejército cruzado)
- Infanzon
- Savaranos
- Catafracta
- Condottieri
- Caballero (véase también: Caballerosidad)
- A pie:
- Guardia pretoria
- Guerrero con bola de pincho
- Guerrero con maza
- Guerrero con hacha
- guerrero con espada
- Jenizaro
- Piquero
- Samurái
- Cruzado a pie
- Guerreros
- Huestes real
- hueste
- Malandrines
- Mercenario medieval
- Paladín
- Escudero
- Mosquetero de la guardia
- Mosquetero
- Guardia movil
- arqueros:
- arquero de poleas
- arquero desmontable
- arquero compuesto
- arquero plano
- Arquero largo inglés
- Arquero largo
- Arquero reflejo
- arquero curvo
- ballesteros
- Arquero
- Armas de asedio:
- Catapulta
- ballesta
- Balista
- ongaro
- ariete
- barcos:
- Drakkar
- Fyrd
- animales de guerra:
- Destrero

Los combatientes solían usar arcos y flechas. Los egipcios dispararon flechas desde los carros con eficacia. La ballesta se desarrolló alrededor del año 500 a. C. en China, y se usó mucho en la Edad Media. 
El arco largo inglés / galés del siglo XII también se hizo importante en la Edad Media. Ayudó a dar a los ingleses una gran ventaja temprana en la guerra de los Cien Años, a pesar de que los ingleses finalmente fueron derrotados. La Batalla de Crécy y la Batalla de Agincourt son excelentes ejemplos de cómo destruir a un enemigo usando un arco largo. Dominaba los campos de batalla durante más de un siglo.
Con la llegada de los estribos a los ejércitos de la Alta Edad Media, las fuerzas militares quedaron irreversiblemente cambiadas, permitiendo la entrada en los campos de batalla de la caballería pesada. Dicho invento, junto a los avances tecnológicos, culturales y sociales de la época, cambiaron el carácter de la guerra antigua, modificando sus tácticas y el rol de la caballería y de la artillería. La forma de guerra resultante existió también en otras partes del mundo: en China, alrededor del siglo V, los ejércitos cambiaron de una base de infantería a estar centrados en las fuerzas de caballería, copiando así la organización de los nómadas de las estepas. En Oriente Medio y el Norte de África se usaba una tecnología igual, o a veces superior, que la europea. En Japón, la guerra medieval se extendió hasta el siglo XIX. En el resto de África, junto al Sahel y el Sudán, estados como el Reino de Sennar y el Imperio Fulani emplearon tácticas medievales cuando estas ya no eran efectivas en Europa.
En el periodo medieval, el feudalismo estaba plenamente arraigado en la sociedad, por lo que existían muchos señores en Europa. Dichos señores feudales poseían castillos para defender su territorio, ya fuere de bandidos, de otros señores feudales, o hasta de otros reyes que los invadían .
La expansión musulmana bajo los Omeyas llegó por el oeste hasta la península ibérica (Al-Ándalus), siendo detenida por  los francos bajo el mando de Carlos Martel en la Batalla de Poitiers (732), y por el este hasta el Río Indo. Los abasíes sucedieron a los omeyas, siendo derrotados por los selyúcidas y los mongoles.
En China, algunas dinastías como la Sui tomaron el poder, pero los mongoles, comandados por Gengis Kan y Kublai Kan invadieron y derrotaron a los chinos. El Imperio mongol se expandió rápidamente, pero tras la muerte de Kublai Kan se disolvió también rápidamente. 
véase también categoria: ejércitos medievales

### Guerra moderna
Algunos de los tipos y tecnologías de unidades militares que se usaron en el período medieval son: 
•Edad de oro de la piratería: 
•Pirata 
•Bucanero 
•fiebre del oro:
•vaquero
• Policía
•(y todos los rangos policiales)
En los tiempos modernos, la guerra ha evolucionado de una actividad impregnada de tradición a una empresa científica donde el éxito se valora por encima de los métodos. La noción de guerra total es el extremo de esta tendencia. Militares tienen desarrollos tecnológicos desarrollados que rivalizan con los logros científicos de cualquier otro campo de estudio.
Los militares modernos se benefician en el desarrollo de estas tecnologías bajo el financiamiento del público, el liderazgo de los gobiernos nacionales. Lo que distingue a las organizaciones militares modernas de las anteriores no es su disposición a prevalecer en el conflicto por ningún método, sino la variedad tecnológica de herramientas y métodos disponibles para los comandantes modernos del campo de batalla, desde submarinos hasta satélites, desde cuchillos hasta ojivas nucleares.
La navegación oceánica permitió a las potencias marítimas europeas la presencia de flotas de guerra y comerciales, asociadas, en la práctica totalidad de los mares, lo que construyó por primera vez un sistema-mundo en el que eran posibles concepciones geoestratégicas cada vez más complejas y ambiciosas.

### Guerra contemporánea
•militares:
•Capitán general
•General de ejército
•Teniente general
•General
•general de división
•General de brigada
•Coronel
•teniente coronel
•Comandante
•mayor
•Capitán
•Alférez
•teniente
•jefe de pelotón
•sargento primero
•Sargento
•jefe de escuadrón
•Cabo primero
•suboficial
•Cabo
•militar
•marino
•escuadrón anti bombas
•tecnologías:
•tanque
•helicóptero de guerra
•bombardero
•artillería motorizada
•misil
•bomba atómica
•barcos:
•buque de guerra
La Revolución francesa, con su "leva en masa", y las guerras napoleónicas con el "bloqueo continental", los amplios movimientos de tropas y la aparición de la guerra de guerrillas, inauguraron una nueva época. La guerra evolucionó hacia el concepto de guerra total. De la guerra de Carl von Clausewitz (1832) se considera uno de los tratados más influyentes.
Primera Guerra Mundial

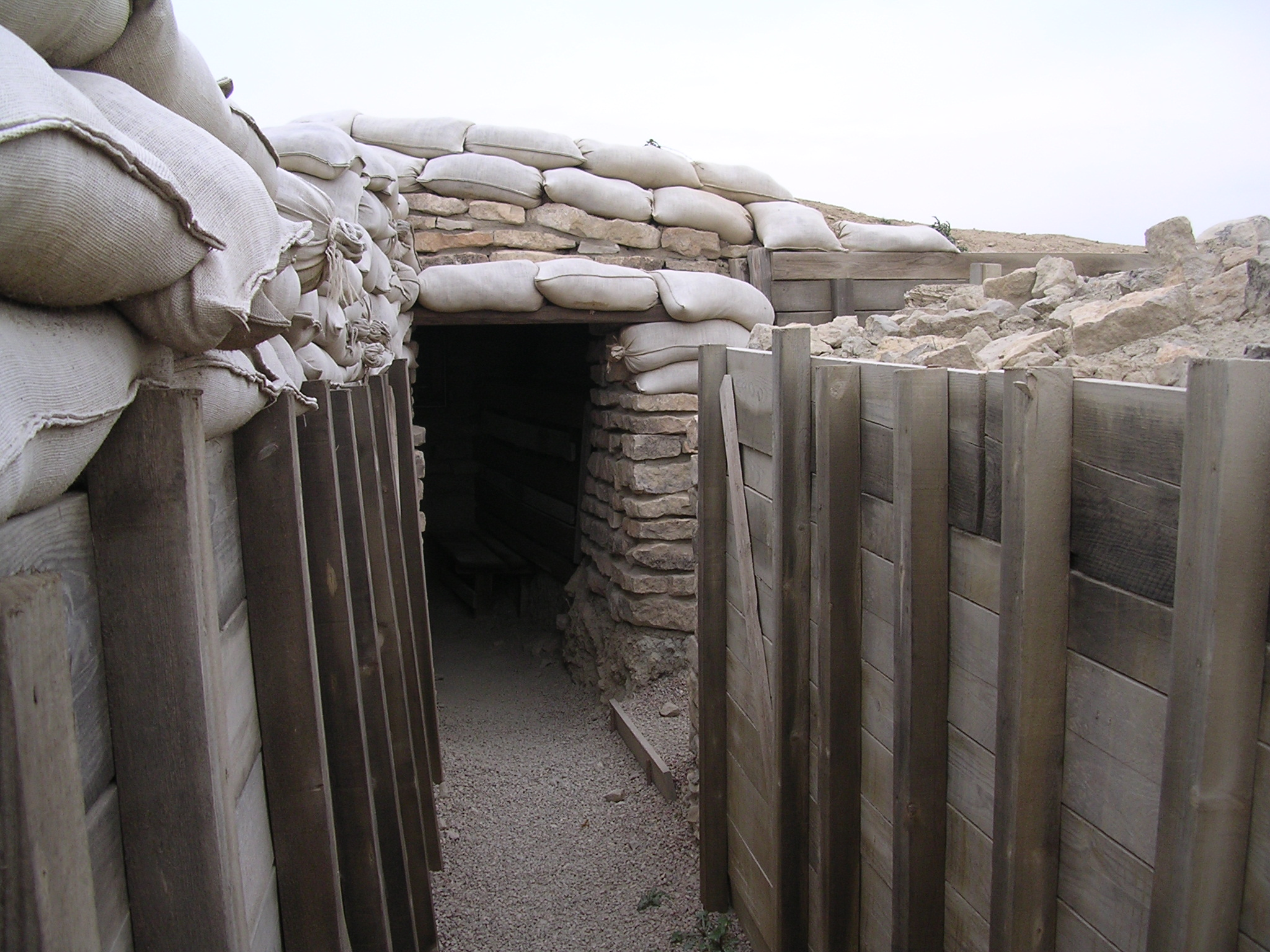
Trincheras en Francia

Durante la Primera Guerra Mundial, y especialmente en el Frente Occidental, se dio la guerra de trincheras. Esta se basaba en la construcción de trincheras, las cuales eran zanjas en la tierra, de hasta varios kilómetros para almacenar y proteger a la infantería, y a la vez detener los avances de vehículos blindados, como camiones o tanques, del bando enemigo.
Esta guerra de trincheras generalmente mantuvo estática la guerra ya que aunque pasaran dos años, ni los Aliados (Reino Unido, Francia, EE. UU) ni las Potencias Centrales ( Alemania, Austria, Imperio Otomano) lograban avanzar más de 10 kilómetros. Esto significó la muerte de varios cientos de miles de soldados y civiles que morían durante los combates y el fuego cruzado.
Segunda Guerra Mundial

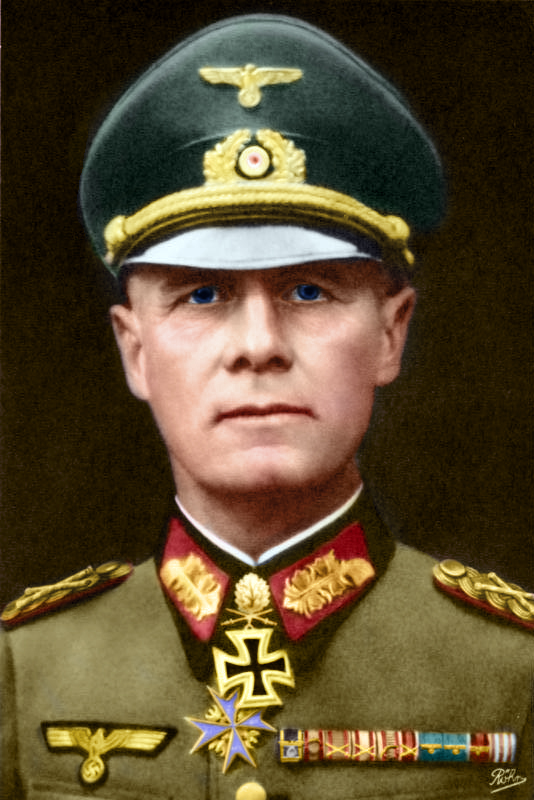
Erwin Rommel, mariscal alemán conocido como "el zorro del desierto".

Durante la Segunda Guerra Mundial la guerra evolucionó de la guerra de trincheras a la guerra veloz o Blitzkrieg. Esta táctica de guerra, ampliamente utilizada por la Alemania Nazi, consistía en atacar con todo al ejército enemigo en el menor tiempo posible, para así garantizar la supremacía aérea del invasor frente al invadido. La Blitzkrieg logró que Alemania básicamente duplicara su territorio en 2 años y logró derrotar a enemigos numéricamente superiores, tal como podemos verlo en la Batalla de Francia.